# Aplowita
L'aplowita és un mineral de la classe dels sulfats, que pertany al grup de la rozenita. Rep el seu nom d'Albert Peter Low (1861-1942), geòleg canadenc.

## Característiques
L'aplowita és un sulfat de fórmula química Co(SO₄)(H₂O)₄. Cristal·litza en el sistema monoclínic formant eflorescències finament granulars. La seva duresa a l'escala de Mohs és 3.
Segons la classificació de Nickel-Strunz, l'aplowita pertany a «07.CB: Sulfats (selenats, etc.) sense anions addicionals, amb H₂O, amb cations de mida mitjana» juntament amb els següents minerals: dwornikita, gunningita, kieserita, poitevinita, szmikita, szomolnokita, cobaltkieserita, sanderita, bonattita, boyleïta, ilesita, rozenita, starkeyita, drobecita, cranswickita, calcantita, jôkokuita, pentahidrita, sideròtil, bianchita, chvaleticeita, ferrohexahidrita, hexahidrita, moorhouseita, nickelhexahidrita, retgersita, bieberita, boothita, mal·lardita, melanterita, zincmelanterita, alpersita, epsomita, goslarita, morenosita, alunògen, meta-alunògen, aluminocoquimbita, coquimbita, paracoquimbita, rhomboclasa, kornelita, quenstedtita, lausenita, lishizhenita, römerita, ransomita, apjohnita, bilinita, dietrichita, halotriquita, pickeringita, redingtonita, wupatkiita i meridianiïta.

## Formació i jaciments
Es troba en forma d'eflorescències amb sulfurs en matriu de siderita-barita en jaciments hidrotermals de coure-zinc-plom associats a dipòsits de barita. Sol trobar-se associada a altres minerals com moorhouseïta, siderita i barita. Va ser descoberta l'any 1965 a la mina de barita de Walton, al comtat de Hants (Nova Escòcia, Canadà). També se n'ha trobat a Plaka (Grècia), Orenburgskaya (Rússia) i a Chisana (Alaska, Estats Units).